# Красноволя (Луцький район)
Красново́ля — село в Україні, у Луцькому районі Волинської області. Входить до складу Колківської селищної громади. Населення становить 801 осіб.

## Географія
Селом протікають річки Кросоха та Кормин.

## Історія
У 1906 році село Цуманської волості Луцького повіту Волинської губернії. Відстань від повітового міста 85 верст, від волості 27. Дворів 60, мешканців 450.

## Новітня історія
13 січня 2019 року Свято-Михайлівська парафія УПЦ МП не допустила очільника єпархії та інших священнослужителів МП до свого храму — в тому числі колишнього настоятеля, що не підтримав рішення більшості мирян приєднатися до Української Помісної Церкви.
12 червня 2020 року, відповідно до розпорядження Кабінету Міністрів України № 708-р «Про визначення адміністративних центрів та затвердження територій територіальних громад Волинської області», село увійшло у склад Колківської селищної громади.
19 липня 2020 року, в результаті адміністративно-територіальної реформи та ліквідації  Маневицького району, село увійшло до складу новоутвореного Луцького району.

## Населення
Згідно з переписом УРСР 1989 року чисельність наявного населення села становила 790 осіб, з яких 385 чоловіків та 405 жінок.
За переписом населення України 2001 року в селі мешкало 798 осіб.

### Мова
Розподіл населення за рідною мовою за даними перепису 2001 року:
| Мова       | Відсоток |
| ---------- | -------- |
| українська | 99,75 %  |
| російська  | 0,25 %   |